# مركز الحركات الشعبية
مركز الحركات الشعبية أو الحركات الشعبية المركزية (بالبرتغالية: Central de Movimentos Populares) هي منظمة حركية اجتماعية برازيلية يسارية تعبر عن مختلف الحركات الاجتماعية الحضرية في نضالاتها المشتركة والعامة، مثل الإسكان والصحة والمرأة والسود والاقتصاد التضامني وأخرى.
تأسس الحزب بعد اجتماع وطني للحركات الاجتماعية في بيلو هوريزونتي في عام 1993، وهو ثمرة عملية مقاومة تاريخية من قبل العديد من الحركات الاجتماعية الشعبية المقاتلة من أجل النضالات الاجتماعية خلال الثمانينيات، مثل الدفاع عن الحق في المدينة ومشروع ديمقراطي برازيلي للبلاد قادر على ضمان مشاركة اجتماعية واسعة. كانت الحاجة إلى إنشاء حصيلة قادرة على التنسيق وتوحيد القوى بين مختلف الحركات الاجتماعية في النضال من أجل الحقوق وبناء السياسات العامة هي الهدف الرئيسي لإنشاء هيئة تدابير الصحة النباتية، وتستمر كمبدأ إرشادي لأدائها.
بعد ذلك بدأت هيئة تدابير الصحة النباتية في الانخراط في بعض النضالات الاجتماعية الرئيسية في البرازيل، مثل صرخة المستبعدين، والحملة الوطنية والقوافل للدفاع عن الحقوق، ومظاهرات ضد تنفيذ الخصخصة والأجندة النيوليبرالية، ومسيرات لتعزيز العمالة والتنمية الاقتصادية والاجتماعية.
في السنوات الأخيرة لعبت أيضًا دورًا مهمًا كواحدة من المنظمات اليسارية والاجتماعية المشاركة في الاحتجاجات ضد إقالة الرئيسة السابقة ديلما روسيف، وفي حركة لولا الحرة.